# Greg Rutherford
Pour les articles homonymes, voir Rutherford.
Gregory James Rutherford dit Greg Rutherford (né le 17 novembre 1986 à Milton Keynes) est un athlète britannique spécialiste du saut en longueur. 
Champion olympique, champion du monde, champion d'Europe et champion du Commonwealth, il a remporté les quatre titres majeurs auxquels peut postuler un athlète du Royaume-Uni.
Il est l'actuel détenteur du record du Royaume-Uni avec la marque de 8,51 m.

## Biographie

### Débuts
En 2005, il devient à dix-huit ans le plus jeune vainqueur des championnats de l'AAA. Il remporte cette même année la médaille d'or des championnats d'Europe juniors, à Kaunas en Lituanie, en établissant un nouveau record national junior avec 8,14 m.
Huitième des Jeux du Commonwealth de 2006, il remporte de nouveau les Championnats du Royaume-Uni avec la marque de 8,26 m, nouveau record personnel. Il participe ensuite aux championnats d'Europe de Göteborg où il décroche la médaille d'argent avec 8,13 m, échouant à sept centimètres de l'Italien Andrew Howe. 
Blessé une grande partie de la saison 2007, il s'incline dès les qualifications des championnats du monde 2007, à Osaka.

En juillet 2008, Greg Rutherford décroche un nouveau titre national avec un saut à 8,20 m, établi à Birmingham lors des sélections olympiques britanniques. Lors des Jeux olympiques de 2008, à Pékin, il se classe dixième de la finale avec un saut à 7,84 m après avoir établi le troisième saut des qualifications avec 8,16 m.

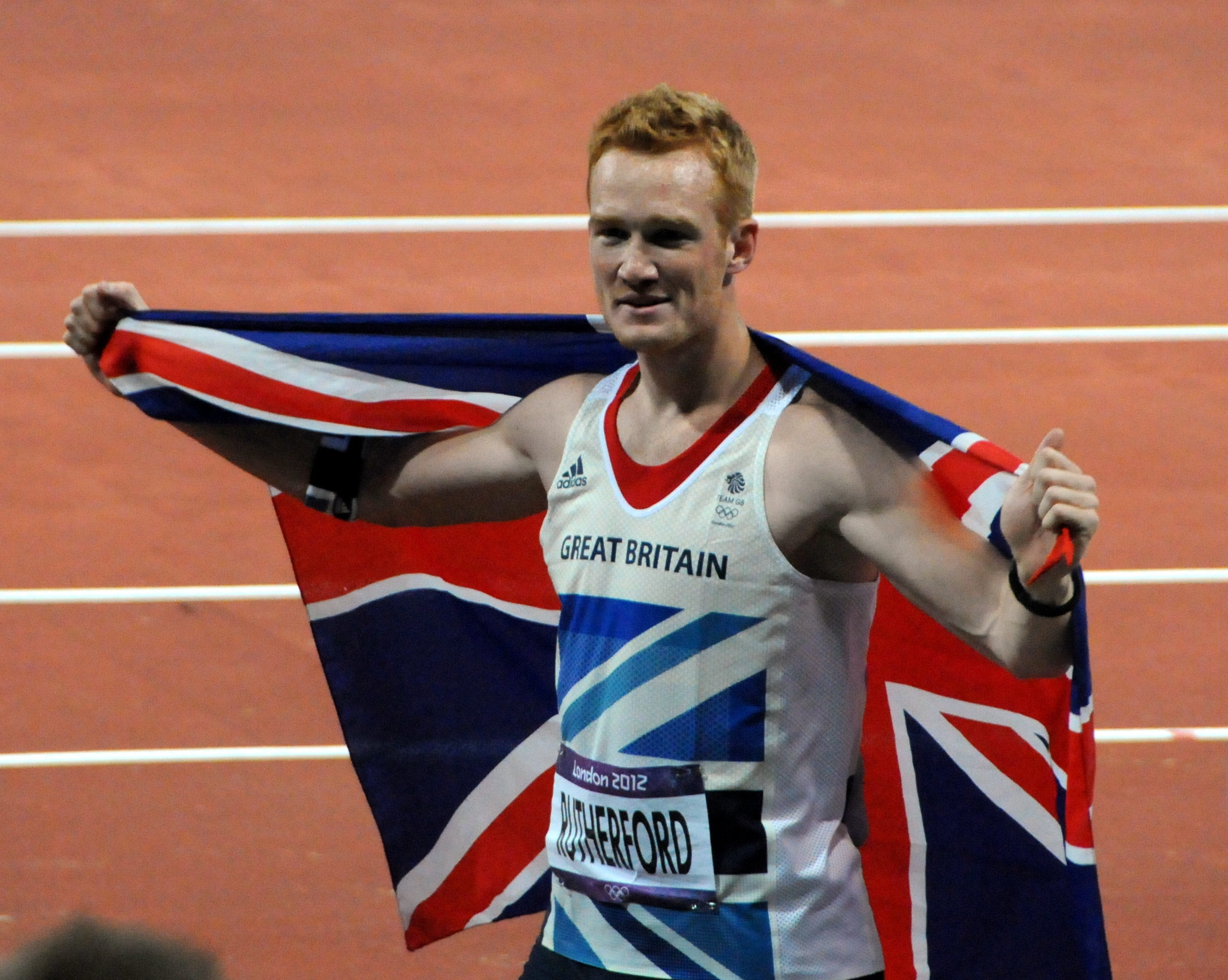
Greg Rutherford lors des Jeux olympiques de Londres, en août 2012.

Il établit la meilleure performance de sa carrière en salle en mars 2009 à Turin à l'occasion des championnats d'Europe en salle avec un bond à 8,00 m, se classant au sixième rang final. Le 20 août 2009, lors des qualifications des championnats du monde, à Berlin, en Allemagne, Rutherford améliore d'un centimètre le record du Royaume-Uni de son compatriote Chris Tomlinson en atteignant la marque de 8,30 m. Il se classe par la suite cinquième de la finale avec un bond à 8,17 m. 
Forfait sur blessure pour les championnats d'Europe 2010, à Barcelone, Rutherford fait son retour à la compétition en septembre 2010, sur 100 mètres, lors des Great North City Games. Il y établit la meilleure performance de sa carrière en 10 s 26. Sélectionné dans l'équipe d'Angleterre pour des 19e Jeux du Commonwealth, à New Delhi en Inde, il remporte la médaille d'argent de l'épreuve du saut en longueur avec la marque de 8,22 m, s'inclinant de 8 cm devant l'Australien Fabrice Lapierre.
En juin 2011, lors de la Prefontaine Classic, à Eugene, le Britannique atteint la marque de 8,32 m, mais cette performance ne constitue pas un nouveau record national en raison d'un vent supérieur à la limite autorisée. Il participe aux championnats du monde 2011, à Daegu en Corée du Sud, mais ne parvient pas à franchir le cap des qualifications. 

### Champion olympique (2012)

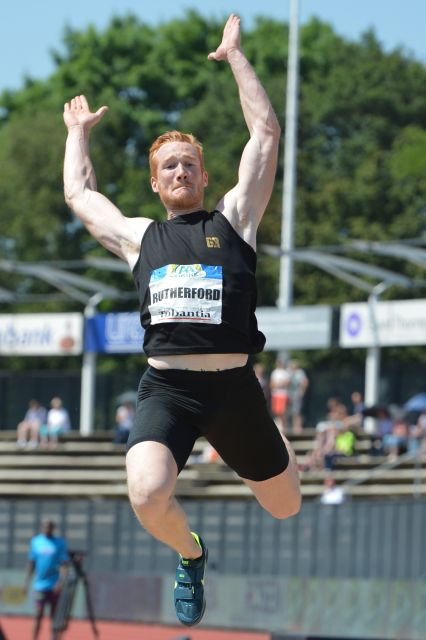
Greg Rutherford concourant au FBK Games d'Hengelo (Pays-Bas) en 2014.

Greg Rutherford établit la meilleure performance mondiale de l'année 2012 en signant la marque de 8,35 m (+2,0 m/s), en mai 2012 à Chula Vista en Californie, égalant à cette occasion le record du Royaume-Uni détenu depuis 2011 par Chris Tomlinson. Il participe début août aux Jeux olympiques de Londres et devient le deuxième athlète britannique après Lynn Davies en 1964 a remporter la médaille d'or du saut en longueur. S'imposant avec la marque de 8,31 m (-0,4 m/s), réussie à son quatrième essai, il devance sur le podium l'Australien Mitchell Watt et l'Américain Will Claye.
Greg Rutherford fait sa première rentrée lors du meeting de Chula Vista, en Californie, le 24 avril 2014. Il y remporte le concours et établit un nouveau record du Royaume-Uni en retombant à 8,51 m (+1,7 m/s), améliorant de 16 cm le record qu'il codétenait avec Chris Tomlinson, et obtenant par la même occasion la meilleure performance mondiale de l'année. Il participe aux Jeux du Commonwealth de Glasgow, en Écosse, et décroche la médaille d'or avec la marque de 8,20 m. Deux semaines plus tard, il s'adjuge son premier titre continental à l'occasion des championnats d'Europe de Zurich. Il atteint la marque de 8,29 m et devance le Grec Loúis Tsátoumas et le Français Kafétien Gomis.

### Champion du monde (2015), d'Europe et bronze olympique (2016)
Greg Rutherford remporte la médaille d'or des championnats du monde 2015, à Pékin, en établissant sa meilleure marque de la saison avec 8,41 m, réussie à son quatrième essai. Il devance l'Australien Fabrice Lapierre (8,24 m) et le Chinois Wang Jianan (8,18 m) et devient à cette occasion le cinquième athlète britannique de l'histoire à remporter les titres de champion olympique, champion du monde, champion d'Europe et champion du Commonwealth dans la même discipline. Vainqueur de la Ligue de diamant 2015, il reçoit le Trophée de l'athlète européen de l'année de la part de l'Association européenne d'athlétisme.

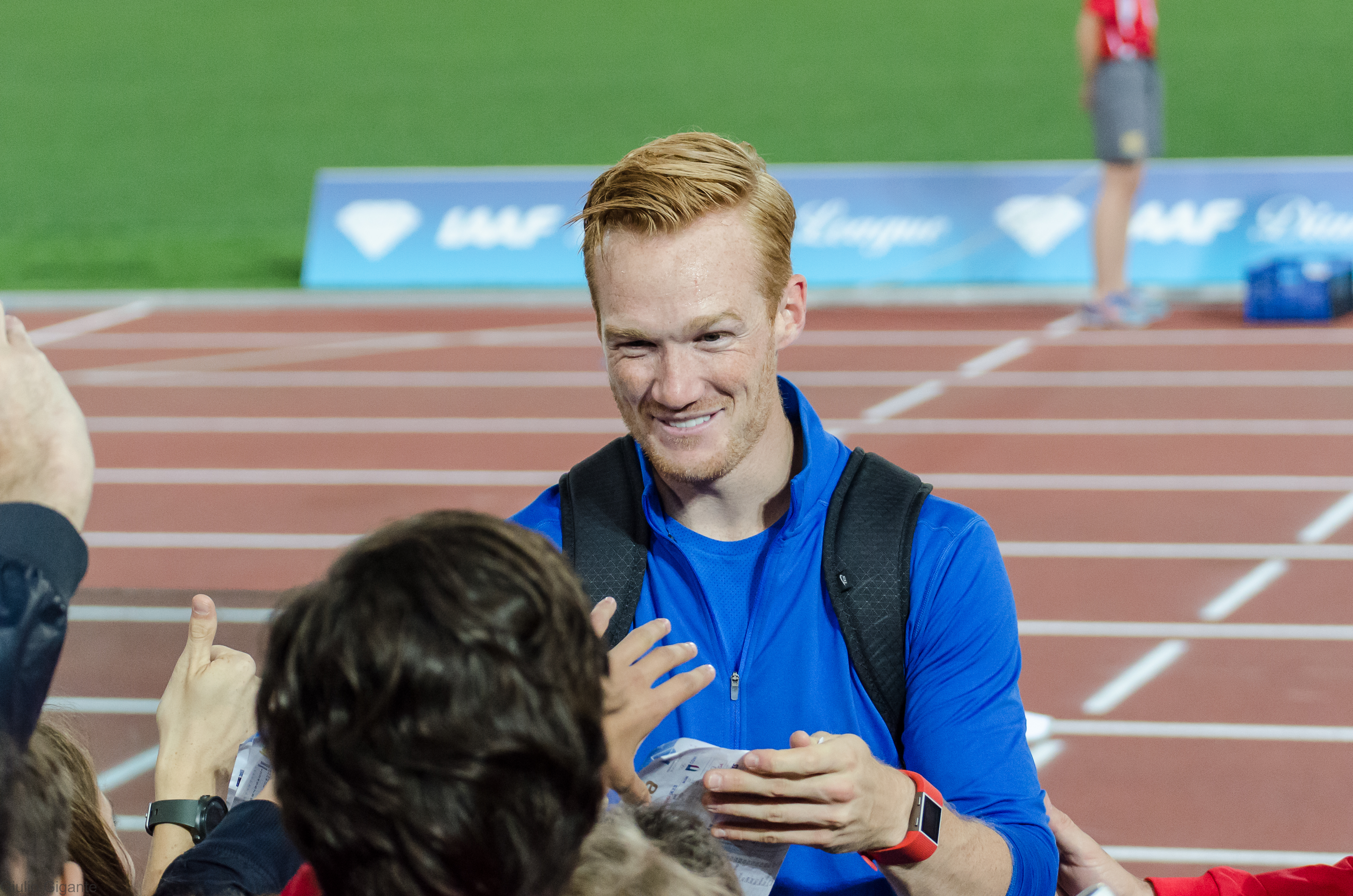
Greg Rutherford en 2016 lors du meeting de Rome

En 2016, pour sa rentrée hivernale, Rutherford établit la meilleure performance mondiale de l'année, ainsi qu'un record du Royaume-Uni en salle avec 8,26 m. Lors du Birmingham Grand Prix, il retombe sur sa tête lors d'un saut et se blesse : la compétition à long terme pourrait lui faire perdre de l'audition. Il a déclaré que « si c'était pas une année olympique, (il) se serait tenu loin des pistes pour un moment ».
Le 7 juillet 2016, le Britannique conserve son titre européen à l'occasion des Championnats d'Europe d'Amsterdam où il saute 8,25 m pour devancer le Suédois Michel Tornéus (8,21 m). Il échoue cependant à conserver sa couronne olympique le 14 août 2016, enlevant tout de même la médaille de bronze avec un saut à 8,28 m.

### Fin de carrière (2018)
Il ouvre sa saison 2017 le 26 mai à Manchester où il réalise 8,18 m. Blessé ensuite à l'occasion d'une compétition, il ne participe ni aux Championnats d'Europe par équipes, ni aux championnats britanniques, sélectifs pour les mondiaux de Londres. Néanmoins, il est sélectionné par la Fédération Britannique pour participer à ces championnats du monde mais est contraint de déclarer forfait le 25 juillet.
Le 22 janvier 2018, il renonce aux Jeux du Commonwealth de Gold Coast pour laisser la place à un autre athlète. Le 17 février, il remporte le titre national en salle avec 7,80 m puis termine 4e du meeting de Glasgow une semaine plus tard, sautant 7,89 m. Néanmoins, le 28 février, il renonce aussi aux championnats du monde en salle de Birmingham, pour retrouver sa forme et conquérir une 3e titre européen consécutif aux championnats d'Europe de Berlin.
Le 12 juin 2018, Greg Rutherford annonce sur instagram, et dans une interview au journal The Guardian, mettre un terme à sa carrière sportive à l'issue de la saison 2018. Il évoque de nombreuses blessures l'handicapant, notamment à la cheville, dont il a été opéré plusieurs fois : « Parfois, j'ai tellement de douleurs que je ne peux même pas m'assoir au sol pour jouer avec mes deux enfants. [...] Mais dès lors que j'essaie de faire du sprint ou de sauter, je dois prendre trois jours de repos parce que je boîte énormément. ».
Le 22 juillet 2018, pour sa dernière compétition dans le Stade olympique de Londres, Rutherford termine 10e avec 7,55 m. Il annonce renoncer aux championnats d'Europe de Berlin, dont il est double tenant du titre. Après les deux compétitions lui restant (Birmingham et Manchester mi et fin août), le Britannique mettra fin à sa carrière, et voit une possible reconversion dans le monde du cyclisme ou de la télévision,.

## Vie privée
Greg Rutherford est en couple avec Susie Verrill, une écrivaine et blogueuse britannique. Le couple accueille leur premier enfant en novembre 2014, un garçon prénommé Milo puis un second le 14 juillet 2017 (le même jour que le perchiste Renaud Lavillenie), nommé Rex.
Son grand père Jock est un ancien joueur de football, qui a notamment évolué à Arsenal entre 1923 et 1926, où il a inscrit 4 buts. 

## Palmarès
| Date | Compétition                       | Lieu             | Résultat | Marque  |
| ---- | --------------------------------- | ---------------- | -------- | ------- |
| 2005 | Championnats d'Europe juniors     | Kaunas           | 1er      | 8,14 m  |
| 2006 | Championnats d'Europe             | Göteborg         | 2e       | 8,13 m  |
| 2006 | Jeux du Commonwealth              | Melbourne        | 8e       | 7,85 m  |
| 2008 | Jeux olympiques                   | Pékin            | 9e       | 7,84 m  |
| 2009 | Championnats d'Europe en salle    | Turin            | 6e       | 8,00 m  |
| 2009 | Championnats du monde             | Berlin           | 5e       | 8,17 m  |
| 2010 | Jeux du Commonwealth              | New Delhi        | 2e       | 8,22 m  |
| 2012 | Jeux olympiques                   | Londres          | 1er      | 8,31 m  |
| 2013 | Championnats d'Europe par équipes | Gateshead        | 3e       | 8,02 m  |
| 2014 | Championnats d'Europe par équipes | Brunswick        | 2e       | 7,99 m  |
| 2014 | Jeux du Commonwealth              | Glasgow          | 1er      | 8,20 m  |
| 2014 | Championnats d'Europe             | Zurich           | 1er      | 8,29 m  |
| 2015 | Championnats du monde             | Pékin            | 1er      | 8,41 m  |
| 2015 | Ligue de diamant                  | Ligue de diamant | 1er      | détails |
| 2016 | Championnats d'Europe             | Amsterdam        | 1er      | 8,25 m  |
| 2016 | Jeux olympiques                   | Rio de Janeiro   | 3e       | 8,29 m  |

## Records
| Épreuve          | Épreuve   | Marque                 | Lieu        | Date           |
| ---------------- | --------- | ---------------------- | ----------- | -------------- |
| Saut en longueur | Plein air | 8,51 m (+1,7 m/s) (NR) | Chula Vista | 24 avril 2014  |
| Saut en longueur | En salle  | 8,26 m (NR)            | Albuquerque | 6 février 2016 |